# موريلو أوليفيرا دي فريتاس
موريلو أوليفيرا دي فريتاس (12 مايو 1996 بساو جوزية دو ريو بريتو في البرازيل - ) هو لاعب كرة قدم برازيلي في مركز الهجوم.

## وصلات خارجية
- موريلو أوليفيرا دي فريتاس على موقع قاعدة بيانات كرة القدم.إي يو (الإنجليزية)
- موريلو أوليفيرا دي فريتاس على موقع Soccerway.com (الإنجليزية)
- موريلو أوليفيرا دي فريتاس على موقع عالم كرة القدم.نت (الإنجليزية)
- موريلو أوليفيرا دي فريتاس على موقع AS.com (الإسبانية)